# Yvonne Schärli-Gerig
Yvonne Schärli-Gerig (* 18. April 1952 in Luzern; heimatberechtigt in Luzern und Ebikon) ist eine Schweizer Politikerin (SP).
Von 1991 bis 2003 sass sie als Grossrätin im Luzerner Kantonsparlament, das sie 2002 präsidierte. Zwischen 1996 und 2003 war sie Gemeinderätin von Ebikon und dort für das Ressort Umwelt, Energie und Sicherheit zuständig. Vom 1. Juli 2003 bis Ende Juni 2015 war sie im Regierungsrat des Kantons Luzern. Sie leitete das Justiz- und Sicherheitsdepartement. Yvonne Schärli war in den Jahren 2007 und 2012 Regierungspräsidentin des Kantons Luzern.
Sie ist verheiratet, hat drei Kinder und wohnt in Ebikon.